# Nordic Vikings
La Nordic Vikings Team est un club de hockey sur glace aujourd'hui défunt de l'Asia League. Il ne dura qu'une seule saison, 2005-2006 avant de disparaître à cause de problèmes financiers.

## Historique
Les Vikings sont nés du vœu commun de la Fédération internationale de hockey sur glace et de la Fédération chinoise de hockey sur glace d'aider la Chine à mettre sur pied une équipe chinoise gagnante, contrastant avec les mauvais résultats des deux autres franchises chinoises de la ligue, Qiqihar Ice Hockey Team et Harbin Ice Hockey Team, et à développer ses joueurs à un meilleur niveau.
Les joueurs des Vikings étaient tous scandinaves, mis à part six joueurs provenant d'un programme d'échange spécial avec Harbin et Qiqihar, programme visant à permettre à ces jeunes ainsi qu'à deux entraîneurs chinois d'apprendre de joueurs et de personnel provenant de pays où le niveau de jeu est supérieur au leur, et ainsi amener une certaine parité dans la ligue une fois le séjour de ces gens complété dans l'équipe. Le programme n'eut pas les résultats escomptés, Qiqihar et Harbin continuant de finir bons derniers.
Les Vikings connurent une bonne saison, terminant cinquièmes sur neuf et prenant part aux séries éliminatoires, se faisant éliminer au premier tour par Oji Ice Hockey Team trois victoires contre une.

## Alignement
Voici les joueurs qui prirent part à la seule saison de l'équipe :

### Gardiens
- 35. Peter Andersson  Suède
- 71. Tommi Kela  Finlande

### Défenseurs
- 2. Olle Mattson  Suède
- 6. Liu Liang  Chine
- 8. Riku Varjamo  Finlande
- 12. Sun Chao  Chine
- 20. Joachim Tangén  Norvège
- 21. Robert Johanneson  Suède
- 27. Wille Söderlind  Suède

### Attaquants
- 7. Pär Holmqvist  Suède
- 9. Martin Gustafsson  Suède
- 10. Chen Wei  Chine
- 11. Stefan Sterner  Suède
- 14. Jon Gislason  Islande
- 19. Johan Lindgren  Suède
- 22. Erik Zachrisson  Suède
- 25. Johan Reineck  Suède
- 41. Fredrik Näsvall  Suède
- 55. Zhang Weiyang  Chine
- 81. Johan Söderström  Suède
- 91. Wang Dakai  Chine
- 97. Calle Suuronen  Suède/ Finlande
- 98. Su Xingguo  Chine